# Lay Me Down
Lay Me Down (Me Deito em português) é uma canção do DJ e produtor sueco Avicii. Escrita pelo próprio, em colaboração com Ash Pournouri, Nile Rodgers e Adam Lambert, sendo a 5ª música de trabalho de seu álbum True (2013). O cantor e compositor Adam Lambert também aparece nos vocais da canção, que foi lançada como "single" em 21 de abril de 2014.

## Faixas

### Descarga digital
- "Lay Me Down" (versão do álbum) - 5:00
- "Lay Me Down" (edição de rádio) - 3:27
- "Lay Me Down" (Avicii by Avicii) - 6:02

## Créditos

### Músicos
- Adam Lambert – vocais
- Tim Bergling – compositor, produtor
- Ash Pournouri – compositor, produtor
- Nile Rodgers – guitarra

### Créditos adicionais
- Nile Rodgers – compositor
- Adam Lambert – compositor

## Desempenho nas paradas

### Paradas semanais
| Parada (2013-2014)                                | Melhor Posição |
| ------------------------------------------------- | -------------- |
| Austrália (ARIA)                                  | 34             |
| França (SNEP)                                     | 90             |
| Suécia (Sverigetopplistan)                        | 39             |
| Reino Unido (UK Dance Chart)                      | 40             |
| Reino Unido (UK Singles Chart)                    | 200            |
| Estados Unidos (Billboard Dance/Electronic Songs) | 22             |

## Histórico de lançamento
| País      | Data                | Formato                | Gravadora            |
| --------- | ------------------- | ---------------------- | -------------------- |
| Austrália | 21 de abril de 2014 | Contemporary hit radio | Universal Music (AU) |